# Sikorsky SH-60 Seahawk
O Sikorsky SH-60 Seahawk (ou Sea Hawk) é um helicóptero médio multifuncional bimotor, desenvolvido para a Marinha dos EUA, baseado na estrutura do UH-60 Black Hawk do Exército/Força Aérea dos Estados Unidos.
A Marinha dos EUA utiliza a estrutura do H-60 sob as designações SH-60B (Bravo), SH-60F (Foxtrot), HH-60H (Hotel), MH-60S (Sierra) e MH-60R (Romeo) que ainda está em desenvolvimento. O SH-60 é capaz de operar a partir de qualquer embarcação que esteja habilitada a operar helicópteros, como certos tipos de fragata, contratorpedeiro, cruzador, corveta, navio de assalto anfíbio ou porta-aviões , provendo capacidades multifuncionais para a frota. As missões incluem guerra antissubmarino (ASW), guerra antissuperfície (ASuW), inserção de Forças Especiais navais (NSW), Busca e Salvamento (SAR), Busca e Salvamento de Combate (CSAR), ressuprimento vertical (VERTREP) e evacuação médica (MEDEVAC). Todos os H-60 da Marinha norte-americana usam o gancho de resgate Lucas Western ou Breeze Eastern para missões SAR e CSAR.

## Países usuários do SH-60
O Seahawk entrou em serviço na Marinha dos Estados Unidos em 1982. O SH-60 também está em serviço com numerosas marinhas, incluindo a Marinha Australiana, Marinha da Espanha, Marinha da Grécia, Força Marítima de Autodefesa do Japão, Marinha de Taiwan, Marinha da Tailândia e Marinha da Turquia. A Marinha de Singapura e a Marinha do Brasil tem  encomenda de SH-60 junto ao fabricante.

## Modelos e missões

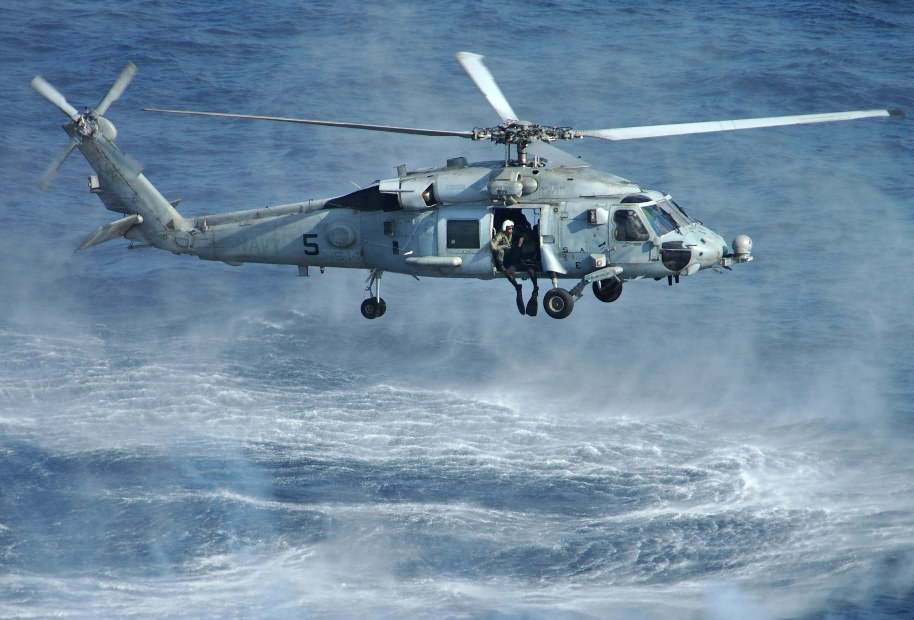
Um HH-60H prestes a lançar um nadador de busca e salvamento

O SH-60B LAMPS III (Light Airborne Multi-Purpose System - Sistema Multifuncional Leve Aerotransportado) é usado primariamente a partir de fragatas, destróieres e cruzadores. As missões primárias do SH-60B são guerra antissubmarino e guerra antissuperfície, que são realizadas através de um complexo sistema de sensores levados a bordo do helicóptero, incluindo um MAD rebocado (magnetic anomaly detector - detector de anomalias magnéticas) e sonoboias aeroransportadas. Outros senores incluem o radar de busca APS-124, o sistemas de ESM ALQ-142 e uma torreta FLIR opcional. O método primário de ataque é com o torpedo Mk-46 ou Mk-50, mísseis AGM-114 Hellfire, com capacidade para uma metralhadora M-60D ou GAU-16 montada na porta lateral para proteção. Uma tripulação habitual para um SH-60B é um piloto, um co-piloto/oficial tático e um operador de sensores e sistemas de ataque. Os esquadrões da Marinha dos EUA que usam o SH-60B são designados HSL (Helicóptero Antissubmarino Leve).
O SH-60F é a versão baseada em porta-aviões, sendo o principal meio de guerra antissubmarino e busca e salvamento disponível para os comandantes de porta-aviões. Ele difere do SH-60B no métido de detecção de submarinos, utilizando o sonar imersível AQS-13F em vez do detector MAD e carregando menos sonobóias (14 contra 25). O SH-60F é capaz de carregar o torpedo Mk-46 e uma escolha entre metralhadoras de porta lateral para autodefesa, incluindo a M-60D, M-240 e GAU-16. A tripulação padrão do SH-60F é um piloto, um co-piloto, um operador de sistemas e sensores de ataque e um operador de sensores acústicos.
O HH-60H é o principal helicóptero de busca e salvamento de combate (CSAR), operações especiais navais (NSW) e guerra antissuperfície (ASuW). Ele leva uma variedade de sensores ofensivos e defensivos que o tornam um dos helicópteros com maior probabilidade de sobrevivência do mundo. Os sensores incluem uma torreta FLIR com designador laser e um grupo de equipamentos de sobrevivência (ASE) incluindo o interferidor infravermelho ALQ-144, o detector de laser AVR-2, o detector de radar APR-39(V)2, o detector de lançamento de míssil AAR-47 e o dispensador de chaff/flare ALE-47. Adicionalmente, há melhorias estruturais nos defletores de emissões térmicas dos motores, que provêm redução na assinatura infravermelha, reduzindo a ameaça de mísseis guiados por calor. O HH-60H pode carregar até quatro mísseis AGM-114 Hellfire numa aleta estendida usando o lançador M-299 e uma variedade de metralhadoras laterais montadas na porta, como a M-60D, M-240, GAU-16 e GAU-17. A tripulação habitual para um HH-60H é um piloto, um copiloto e dois atiradores laterais. Os HH-60H junto com os SH-60F nos esquadrões designados HS (Helicóptero Antissubmarino), com uma composição padrão de quatro SH-60F e três HH-60H.

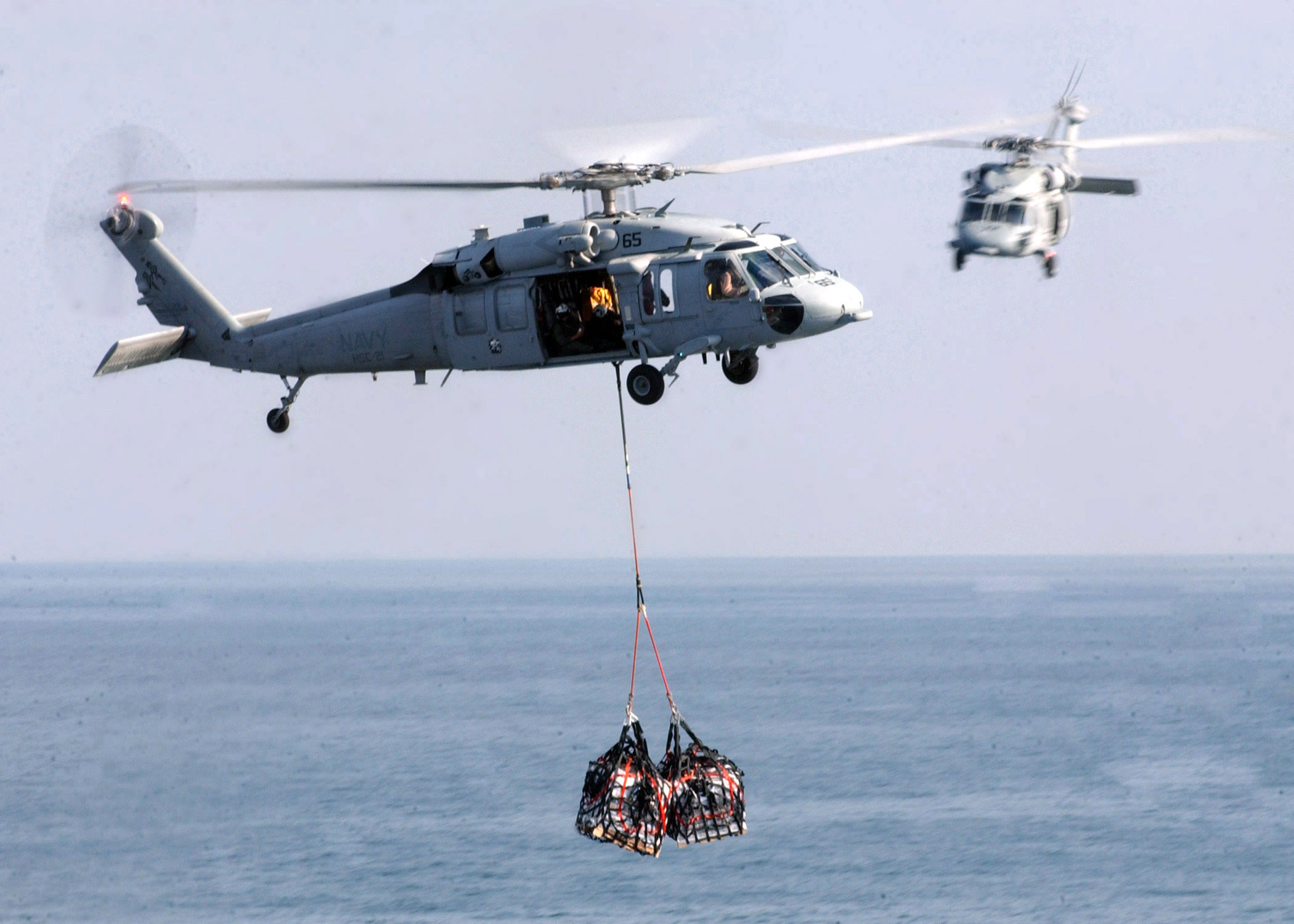
Um MH-60S realizando ressuprimento vertical (VERTREP) com o USS Tarawa (LHA 1)

O MH-60S foi desenvolvido quando a Marinha dos EUA decidiu aposentar o consagrado helicóptero CH-46 Sea Knight. O MH-60S The Sierra é operado a partir de navios de assalto anfíbio e navios ligeiros de apoio. Suas duas missões são transporte de tropas e ressuprimento vertical (VERTREP), mas ele também pode realizar busca e salvamento (SAR). O MH-60S não tem sensores ofensivos, mas pode carregar o interferidor infravermelho ALQ-199. Contudo, o MH-60S é o primeiro helicóptero da Marinha dos EUA a utilizar o painel de instrumentos digital do tipo “glass cockpit”, onde os dados são mostrados aos pilotos através de quatro telas digitais ao invés de instrumentos e ponteiros analógicos. O principal meio de defesa é com as metralhadoras laterais M-60D, M-240 ou GAU-17, embora esteja sendo planejada uma reforma introduzindo aletas semelhantes às do UH-60L dos Exército dos EUA, com capacidade para mísseis Hellfire ou Penguin. O MH-60S era conhecido extraoficialmente como Knighthawk, refletindo seu papel como sucessor dos CH-46 Sea Knight, mas esse nove foi oficialmente rejeitado, permitindo ao MH-60S reter seu nome como Seahawk. A tripulação padrão do MH-60S é um piloto, um copiloto e dois tripulantes. Com a aposentadoria do CH-46 Sea Knight, a designação de esquadrão HC (Helicóptero de Apoio a Combate) foi também retirado da Marinha dos EUA. Os esquadrões de MH-60S foram redesignados HSC (Helicóptero Combate Naval).

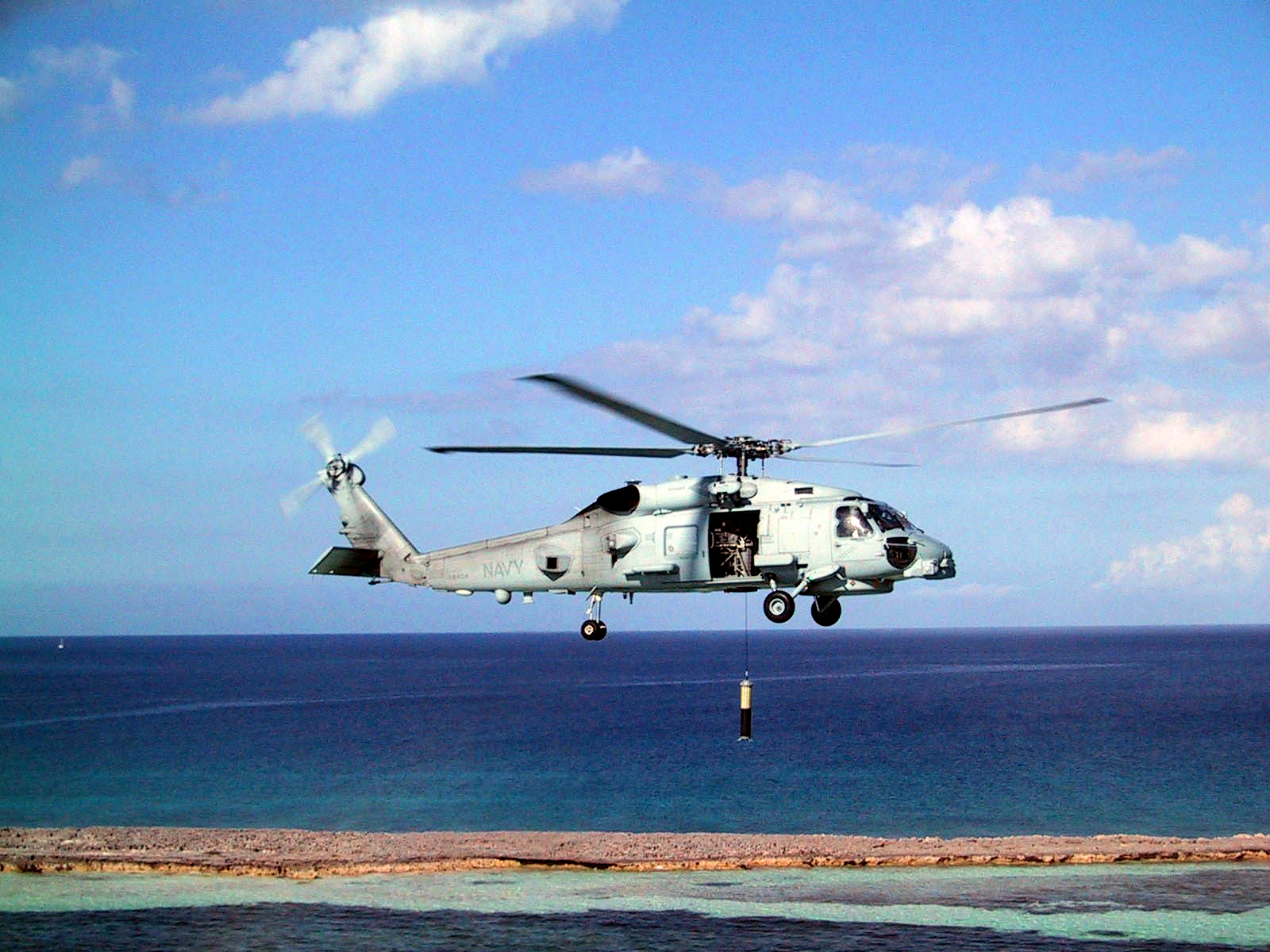
Um MH-60R conduz uma avaliação operacional com o ALFS (sonar aerotransportado de baixa freqüência)

O MH-60R está atualmente passando pela fase final de testes apra incorporação à frota. O primeiro esquadrão da Marinha dos EUA a receber o MH-60R foi o HSL-47, em 2008. O Esquadrão de Substituição de Frota (FRS) HSM-41 recebeu o MH-60R em dezembro de 2005 e iniciou o treinamento da primeira turma de pilotos. O MH-60R foi projetado para substituir os tradicionais SH-60B e SH-60F, provendo um verdadeiro helicóptero multifuncional. Os sensores incluem o conjunto ASE (ver HH-60H), FLIR, um avançado sistema de datalink, a eliminação da suíte MAD e um sistema de sonar leve mais avançado, possivelmente o UYS-2A. Outras melhorias permitirão ao MH-60R realizar operações de contra-medidas contra minas, usando a tecnologia laser LIDAR (Light Imaging Detection and Ranging (LIDAR) ). Os instrumentos do pilotos serão baseados no “glass cockpit” do MH-60S, usando várias telas digitais em vez do complexo arranjo de ponteiros e botões que são usados nas versões SH-60B/F. O poder de fogo também foi melhorado, pelo desenvolvimento do novo torpedo aerotransportado Mk-50 e pela incorporação da aleta estendida igual à do HH-60H, permitindo o carregamento de mísseis Hellfire.

## Características
- Tripulação: 2 Pilotos, 1-3 tripulantes, dependendo da variante e da missão
- Capacidade: 8 passageiros ou carga de 2.700 kg para as versões -B, -F e -H e 11 passageiros ou carga de 4.000 kg para a versão -S
- Comprimento (rotores girando): 19,76 m
- Diâmetro do rotor: 16,35 m
- Altura: 5,18 m
- Peso vazio: 6191 kg
- Peso máximo na decolagem : 9926 kg
- Motores: Dois motores turboeixo General Electric T700-GE-401C de 1260-kW, cada um provendo 1.662 SHP
- Combustível: Principal 590 galões; versão -F auxiliar interno 105 galões; Auxiliares externos 120 galões à direita e 120 galões à esquerda.
  - Total versão -F: 935 galões
  - Total versão -H: 830 galões
- Armamento: capacidade de utilizar os torpedos Mark 46 e Mark 50, os mísseis AGM-114 Hellfire e AGM-119 Penguin e as metralhadoras M-60, M-240, GAU-16 e GAU-17.

## Desempenho
- Velocidade máxima: 233 km/h
- Alcance: variável pela versão, geralmente 380 milhas náuticas
- Teto de serviço: 5790 m ( 19,000 ft)
- Razão de ascensão: 213 m/min